# مضاد موجهة الغدد التناسلية
مُضَادُّ مُوَجِّهَةِ الغُدَّدِ التَّنَاسُلِيَّة هي فئة من الأدوية التي تُعادي مُستقبِل الهرمون المُطْلِقُ لمُوَجِّهَةِ الغُدَّدِ التَّنَاسُلِيَّة (بالإنجليزية: GnRH receptor) وكذلك عملية إفرازهرمون الغدد التناسلية .تُستخدَم هذه المضادات في علاج سرطان البروستاتا، والتهاب بطانة الرحم، والأورام الليفية الرحمية، والعقم لدى النساء من خلال عمليات التنقيح للمساعدة على الإنجاب، ولأي أعراض أخرى.
تتشابه بعض مضادات مُوَجِّهَةِ الغُدَّدِ التَّنَاسُلِيَّة، مثل: سيتروريليكس Cetrorelix، مع الهرمون المُطْلِقُ لمُوَجِّهَةِ الغُدَّدِ التَّنَاسُلِيَّة في بنيته الطبيعية (وهو هرمون يتكون من الخلايا العصبية الموجودة تحت المهاد) ولكن لها تأثير مضاد. بينما تتكون مضادات مُوَجِّهَةِ الغُدَّدِ التَّنَاسُلِيَّة الأخرى، مثل: إلاجوليكس Elagolix، من جزيئات صغيرة وتركيبات غير ببتيدية. تتصارع مضادات مُوَجِّهَةِ الغُدَّدِ التَّنَاسُلِيَّة مع مُوَجِّهَةِ الغُدَّدِ التَّنَاسُلِيَّة الطبيعية للارتباط بمستقبلات مُوَجِّهَةِ الغُدَّدِ التَّنَاسُلِيَّة، وتباعًا تُساعد على الحد من عمل مُوَجِّهَةِ الغُدَّدِ التَّنَاسُلِيَّة أو منعها في الجسم.

## الاستخدامات الطبية

### سرطان البروستاتا
يعزز التستوستيرون نمو العديد من أورام البروستاتا، ولذلك، فإن الحد من هرمون التستوستيرون إلى نسبة منخفضة جدًا (وهي عملية الإخصاء) غالباً ما يكون الهدف العلاجي في علاج الرجال المصابين بسرطان البروستاتا في مرحلة متقدمة. وتستخدم مضادات GnRH لتساعد على الحد من هرمون التستوستيرون دون زيادة معدلات التستوستيرون التي تظهر عند علاج المرضى الذين يعانون من مضادات GnRH. وفيما يتعلق بالمرضى الذين يعانون من مرض متقدم، يمكن أن تؤدي هذه الزيادة في التستوستيرون إلى تضخم الورم الذي يمكن أن يتسبب في العديد من الأعراض السريرية (الإكلينيكية)، مثل: ألم العظام، وانسداد المجاري البولية، والضغط على الحبل الشوكي. وقد أصدرت الوكالات المعنية بمكافحة المخدرات تحذيرات بشأن هذه الظاهرة في وصف الأدوية الطبية لمحفزات هرمون GnRH. وبما أنه لا توجد علاقة بين زيادة هرمون التستوستيرون ومضادات GnRH، فلا يحتاج المرضى لتلقي مضاد الأندروجين كحماية أثناء علاج سرطان البروستاتا. كما تساعد محفزات هرمون GnRH على زيادة معدلات هرمون التستوستيرون بعد كل عملية تناول عقار مخدِر- وهي ظاهرة لا تحدث مع مضادات GnRH.
يقلل انخفاض معدلات هرمون التستوستيرون الذي ينتج عن العلاج بمضادات GnRH بعد ذلك من حجم سرطان البروستاتا. وهذا يؤدي بدوره إلى انخفاض معدلات مضاد البروستاتا الموجودة (PSA) في دم المريض، ونتيجةً لذلك، فإن قياس معدلات PSA هو إحدى الطرق لمراقبة كيفية استجابة المرضى الذين يعانون من سرطان البروستاتا للعلاج. إن مضادات GnRH تتفاعل بسرعة؛ مما يؤدي إلى سرعة تثبيط هرمون التستوستيرون. ولذلك، فهي ذات قيمة مهمة خاصة في علاج المرضى الذين يعانون من سرطان البروستاتا، حيث إن هناك حاجة إلى سرعة السيطرة على المرض.
تم سحب عقار أباريليكس Abarelix، مضاد هرمون GnRH، من سوق الولايات المتحدة في عام 2005 ويتم تسويقه الآن فقط في ألمانيا؛ ليستخدمها المرضى الذين يعانون من سرطان البروستات العرضي. إن عقار ديجارلكس Degarelix، مضاد هرمون GnRH، مخصصٌ للمرضى الذين يعانون من سرطان البروستاتا المتقدم في جميع أنحاء أوروبا وكذلك في الولايات المتحدة.

### علاج العقم

#### مزيد من المعلومات: تثبيطالإباضة
كما تستخدم مضادات GnRH لفترات قصيرة في الوقاية من الإفراز المبكر للهرمون المُلَوتِن ومن الإباضة الداخلية، في حالة المرضى الذين يخضعون لفرط تحفيز المبيض؛ بسبب الهرمون المُنشّط للحويصلة الذي يساعد في عملية التخصيب عن طريق الأنابيب. عادة يأخذ المريض هذه المضادات في منتصف المرحلة الجُرابية في دورات تحفيزية بعد إعطاء )الجونادوتروبين) وقبل إعطاء هرمون الحمل - الذي يُعطى لتحفيز الإباضة. من المحتمل أن تكون هذه العملية مفيدةً للنساء اللاتي يُتوقع أن يكون لديهن استجابة سريعة للمضاد، وربما أيضًا للاتى تُعانين من عدم الاستجابة السريعة بسبب فرط تحفيز المبيض. إن مضادات GnRH المرخصة حاليًا للاستخدام في علاج العقم هي: سيتروريليكس cetrorelix وغانيريليكس Ganirelix.

### بطانة الرحم
يُستخدم إلاجوليكس Elagolix في علاج آلام بطانة الرحم من مراحله المبكرة إلى المتأخرة.